# Érika Olivera
Érika Olivera, född 4 januari 1976, är en friidrottare från Chile. Hon deltog vid olympiska sommarspelen 1996, olympiska sommarspelen 2000, olympiska sommarspelen 2004, olympiska sommarspelen 2012 och olympiska sommarspelen 2016.